# Congressional Union for Woman Suffrage

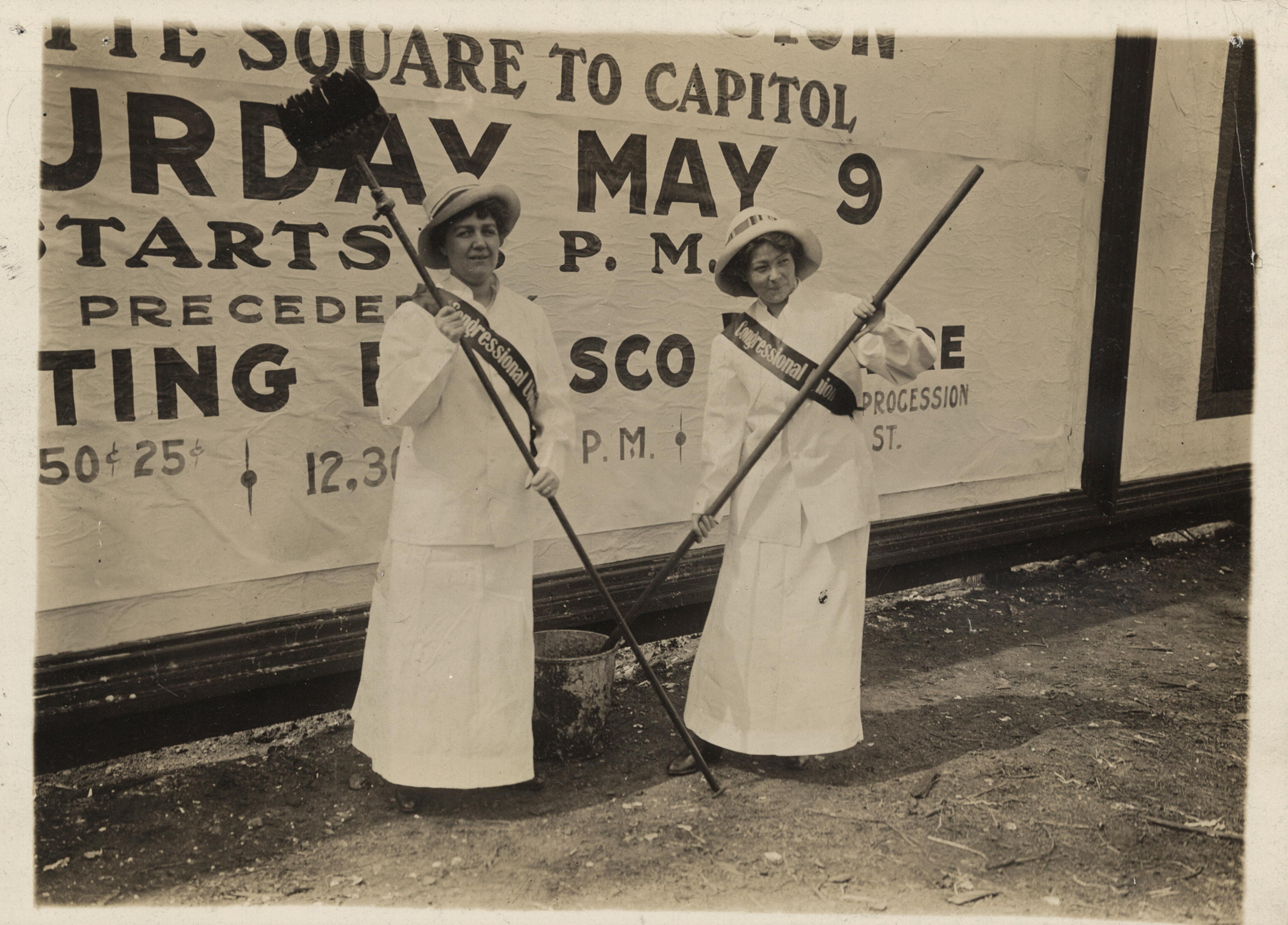
Medlemmar i Congressional Union for Woman Suffrage (1914).

Congressional Union for Woman Suffrage (CU) var en amerikansk kvinnoorganisation.
CU bildades i april 1913 av Alice Paul och Lucy Burns som en sidoorganisation till National American Woman Suffrage Association med enda syfte att verka för federal rösträtt för kvinnor och blev i februari 1914 en självständig organisation. Det var en liten men hängiven grupp unga kvinnor som genom olika typer av aktioner försökte blåsa liv i rösträttsfrågan. Organisationen utgav även veckotidningen The Suffragist. 
Gruppen inriktade sig på att, i likhet med brittiska Women's Social and Political Union, göra det styrande partiet ansvarigt för avsaknaden av kvinnlig rösträtt (trots att de hade vänner och fiender inom både Demokratiska partiet och Republikanska partiet). Genom att bedriva kampanj mot Demokratiska partiet avsåg de att visa att partiet skulle förlora röster i de delstater där kvinnor hade rösträtt. De startade då Women's Party som 1916 verkade i dessa tolv delstater. År 1917 sammanslogs CU och Women's Party till National Woman's Party.